# Újdombrád, Szabolcs-Szatmár-Bereg
Újdombrád  este un sat în districtul Kisvárda, județul Szabolcs-Szatmár-Bereg, Ungaria, având o populație de 763 de locuitori (2011). 

## Demografie
Componența etnică a satului Újdombrád
     Maghiari (100%)
Componența confesională a satului Újdombrád
     Reformați (42,73%)
     Romano-catolici (36,17%)
     Fără religie (1,7%)
     Greco-catolici (1,44%)
     Necunoscută (17,96%)
Conform recensământului din 2011, satul Újdombrád avea 763 de locuitori. Din punct de vedere etnic, majoritatea locuitorilor (100,0%) erau maghiari. Nu există o religie majoritară, locuitorii fiind reformați (42,73%), romano-catolici (36,17%), persoane fără religie (1,7%) și greco-catolici (1,44%). Pentru 17,96% din locuitori nu este cunoscută apartenența confesională.